# Роуз Хил (округ Ли, Вирџинија)
Роуз Хил (енгл. Rose Hill, Lee County) насељено је место без административног статуса у америчкој савезној држави Вирџинија.

## Демографија
По попису из 2010. године број становника је 799, што је 85 (11,9%) становника више него 2000. године.
| Група             | 2000.       | 2010.       |
| Белци             | 697 (97,6%) | 780 (97,6%) |
| Афроамериканци    | 7 (1,0%)    | 0 (0,0%)    |
| Азијати           | 4 (0,6%)    | 0 (0,0%)    |
| Хиспаноамериканци | 1 (0,1%)    | 9 (1,1%)    |
| Укупно            | 714         | 799         |